# Thiago Pereira
Thiago Machado Vilela Pereira (Volta Redonda, 26 gennaio 1986) è un ex nuotatore brasiliano, medaglia d'argento nei 400 m misti ai Giochi olimpici di Londra.
Specializzato nei misti, è arrivato quinto nei 200 m misti alle Olimpiadi di Atene 2004. Sempre in quell'anno vinse i 200 misti ai Campionati mondiali di nuoto in vasca corta 2004.
Ai Giochi panamericani del 2007 di Rio de Janeiro vincendo 6 medaglie d'oro, batté il record di ori vinti in una sola edizione dei panamericani che era detenuto da Mark Spitz. Nel 2008, ai Giochi olimpici di Pechino, entra ancora nella finale dei 200 misti, terminando quarto.
Nell'edizione del 2015 dei Giochi panamericani a Toronto, vincendo altre tre medaglie, diviene l'atleta più medagliato della storia dei Giochi, con 23 medaglie vinte, scavalcando il ginnasta cubano Erick Lopez, che vinse 22 medaglie tra il 1991 e il 2003. Circa un mese dopo la manifestazione canadese vince la medaglia d'argento nei 200 m misti ai mondiali di Kazan', superato solo da Ryan Lochte.
Al 2015, è detentore del record sudamericano dei 200 e 400 m misti e, assieme a Rodrigo Castro, Lucas Salatta e Nicolas Oliveira, della staffetta 4x200 m stile libero.

## Carriera

### 2002 - 2004
Il primo successo internazionale lo ottiene ai Giochi sudamericani del 2002 quando, a soli 16 anni, vince la medaglia d'oro nei 200 m rana col tempo di 2:17.94. L'anno seguente partecipa ai mondiali di Barcellona, dove si presenta in tre gare, 200 e 400 m misti e 200 rana, e nonostante non riesca a qualificarsi per la finale, batte il suo primo record sudamericano nei 200 m misti, col tempo di 2:02.67 Poco dopo, ai XIV Giochi panamericani di Santo Domingo, vince un argento e un bronzo nei 200 e 400 m misti, battendo ancora, nei 200, il record sudamericano.
Nel 2004, dopo aver vinto due medaglie d'oro nelle gare dei misti ai Campionati sudamericani, Pereira partecipò ai Giochi olimpici di Atene, dove nella gara più corta riuscì a raggiungere la finale classificandosi al quinto posto nella gara vinta da Phelps. Nel maggio di quell'anno, Pereira aveva battuto, con 4:17.62, anche lo storico record sudamericano del connazionale Ricardo Prado dei 400 m misti. Prado, che fu anche primatista del mondo negli anni ottanta, aveva stabilito il tempo di 4:18.45 ai Giochi di Los Angeles, vent'anni prima.
Verso fine anno vinse anche un oro a livello mondiale in vasca corta, ai mondiali di Indianapolis, dove sui 200 m misti ebbe la meglio su Ryan Lochte, esploso in quell'anno e che in futuro incrocerà diverse volte.

### 2005 - 2008

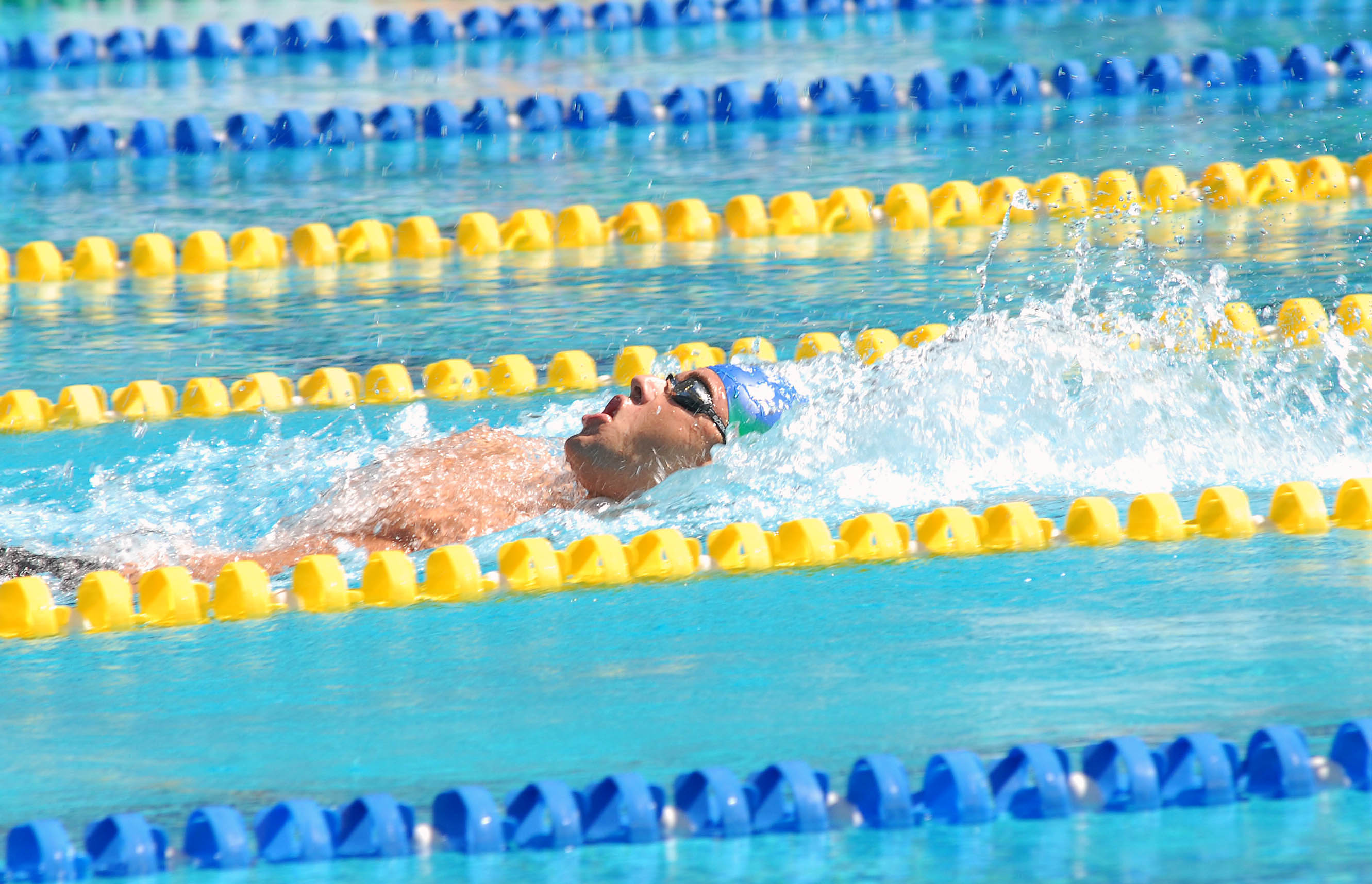
Thiago Pereira durante i 200 misti ai Giochi panamericani del 2007, a Rio de Janeiro.

Nel 2005 salta la maggior parte della stagione, mondiali compresi, a causa di un infortunio patito durante una partita a beach soccer. L'anno successivo partecipa ai suoi primi Giochi PanPacifici, vincendo un bronzo nei 400 m misti, in una delle tante gare dominate da Michael Phelps, dietro anche all'altro statunitense Robert Margalis. In batteria, con 4:16.86, aveva migliorato ancora il record sudamericano.
Ai Campionati mondiali di nuoto 2007 l'anno dopo arriva ad un passo dal podio nei 200 m misti, nuotando in 1:58.98, in una gara dove Phelps, Lochte e László Cseh fecero un po' gara a parte da tutti gli altri, e dove Phelps, con 1:54:98 siglò il record del mondo. In quei mondiali venne squalificato nei 400 misti, ed arrivò dodicesimo nei 100 m dorso.
Il 2007 è comunque un anno di grandi soddisfazioni per Thiago Pereira; ai XV Giochi panamericani che si disputavano nel suo paese, vinse 4 medaglie d'oro individuali, più altre due in staffetta. Oltre alle gare a misti, vinse infatti anche i 200 m dorso e i 200 m rana, facendo meglio, con sei medaglie d'oro vinte in una sola edizione, di Mark SPitz, che nel 1967 a Winnipeg aveva vinto cinque ori ai Giochi panamericani.
Pereira disputò anche una ottima stagione in vasca corta, classificandosi terzo assoluto nella Coppa del Mondo di nuoto 2007, dietro solo a Randall Bal e a Stefan Nystrand, tra l'altro nella prova di Berlino sui 200 m misti nuotò in 1:53:14, battendo il record del mondo in vasca corta a Lochte, e che dopo meno di un mese sarà battuto da László Cseh.

#### Olimpiadi di Pechino
Ai Giochi olimpici del 2008 a Pechino, Pereira arrivò 4º nei 200 metri misti, 8º nei 400 metri misti e 19º nei 200 m rana. Nei 400 metri misti si qualificò per la finale con il tempo di 4:11.74, sfiorando il suo record sudamericano, tuttavia in finale il suo tempo fu di 4 secondi più lento e finì ultimo. Nei 200 rana batté il record sudamericano con 2:11.40 ma la sua prestazione non fu sufficiente per la qualificazione alla semifinali. Nel 200 metri misti fu abbastanza continuo nei vari turni, anche non si migliorò rispetto al record sudamericano stabilito ai Panamericani, e in finale giunse quarto con il tempo di 1:58.14, nella gara vinta da Phelps che realizzò ancora il record del mondo, davanti a Cseh e Lochte, gli stessi che terminarono sul podio l'anno precedente ai mondiali di Melbourne.

### 2009 - 2012
All'inizio del 2009 Thiago Pereira si frattuta una mano, compromettendo in parte la preparazione per i mondiali di Roma.. Ai mondiali termina quarto sia nei 200 che nei 400 m misti. Nei 200 batté tre volte il record sudamericano e in finale nuotò in 1:55.55, a soli 19 centesimi dalla medaglia di bronzo. Nei 400 m misti Pereira migliorò il record sudamericano di oltre 2 secondi, portandolo a 4:08.86, ma non fu sufficiente per salire sul podio. Nel settembre del 2009 batté anche il record brasiliano dei 200 m dorso, nuotando in 1:58.36.
Nel 2010 a Medellín vinse tre ori individuali, nelle due gare a misti e nei 200 rana, oltre a tre medaglie d'argento. Successivamente partecipa ai Giochi PanPacifici 2010, vincendo due bronzi, in entrambe le gare dietro a Ryan Lochte e Tyler Clary. Pereira vinse poi la Coppa del Mondo di nuoto 2010, vincendo un premio di 100.000 dollari, vincendo in tutte le tappe i 400 m misti e divenendo colui che vinse più eventi in una sola edizione del circuito in vasca corta.
Nel 2011, dopo essere arrivato solo sesto sui 200 m misti ai Campionati mondiali di nuoto 2011 a Shangai, vinse sei medaglie d'oro ai XVI Giochi panamericani di Guadalajara. Con quelle vittorie, Pereira divenne il brasiliano più vincente nella storia dei Giochi panamericani, superando Hugo Hoyama, e con 19 medaglie totali, il secondo brasiliano più medagliato dopo Gustavo Borges. Oltre che nei 200 e 400 misti, Pereira vinse anche nei 100 e 200 m dorso, e nelle staffette 4x100 m stile libero e nella staffetta 4x100 m mista, anche se nuotò solo in batteria. Nei 200 m dorso batté anche il record dei Giochi panamericani, nuotando in 1'57"19.
Ai Giochi olimpici di Londra, Pereira vinse la medaglia d'argento nei 400 m misti, nuotando in 4:08.86 (record sudamericano) e battuto solo da Ryan Lochte e terminando davanti a Michael Phelps, che in quella gara finirà giù dal podio. Finì ancora quarto sui 200 m misti, ancora una volta, come a Pechino 2008, dietro a Phelps, Lochte e Cseh.

### 2013 - 2015
Ai mondiali del 2013 a Barcellona, Pereira vince la sua prima medaglia mondiale, terminando terzo nei 200 m misti, vinti da Ryan Lochte davanti al giapponese Kōsuke Hagino, e nei 400 m misti. In quell'edizione dei mondiali Pereira disputò per la prima volta in una grande manifestazione i 100 m farfalla, dove si classificò quindicesimo col tempo di 52"43 (in batteria 52"23).
Nel 2014 partecipò ai Giochi PanPacifici a Gold Coast, piazzandosi quarto nei 200 m misti e nella staffetta 4x100 m mista, quinto nei 100 m farfalla e settimo nei 100 m dorso.
Nel 2015, ai XVII Giochi panamericani di Toronto, Pereira vinse 5 medaglie, per un totale di 23 in quattro edizioni e diventando il più medagliato nella storia dei Giochi panamericani. Delle cinque medaglie, tre furono d'oro per le vittorie nelle tre staffette da parte del Brasile, mentre nei 200 m misti arrivò secondo alle spalle del connazionale Henrique Rodrigues, mentre nei 200 rana fu terzo col tempo di 2'11"93. Nei 400 m misti invece, Pereira pareva avere vinto, e sarebbe stato il suo terzo titolo consecutivo, tuttavia fu squalificato poiché secondo i giudici durante una delle sue virate non riuscì a toccare con entrambe le mani la parete.
Ai campionati del mondo di Kazan', Pereira ha vinto una medaglia d'argento nei 200 misti terminando alla spalle di Lochte con un tempo di 1:56.65, vicino ai suoi tempi migliori.

## Palmarès
- Giochi olimpici

Londra 2012: argento nei 400m misti
- Mondiali

Barcellona 2013: bronzo nei 200m misti e nei 400m misti.
Kazan' 2015: argento nei 200m misti.
- Mondiali in vasca corta

Indianapolis 2004: oro nei 200m misti, argento nella 4x100m sl, bronzo nei 100m misti e nella 4x200m sl.
- Campionati panpacifici

Victoria 2006 : bronzo nei 400m misti.
Irvine 2010 : bronzo nei 200m misti e nei 400m misti.
- Giochi panamericani

Santo Domingo 2003: argento nei 200m misti e bronzo nei 400m misti.
Rio de Janeiro 2007: oro nei 200m dorso, nei 200m rana, nei 200m misti, nei 400m misti, nella 4x100m sl e nella 4x200m sl, argento nella 4x100m misti e bronzo nei 100m dorso.
Guadalajara 2011: oro nei 100m dorso, nei 200m dorso, nei 200m misti, nei 400m misti, nella 4x100m sl e nella 4x100m misti, argento nella 4x200m sl e bronzo nei 200m rana.
Toronto 2015: oro nella 4x100m sl, nella 4x200m sl e nella 4x100m misti, argento nei 200m misti e bronzo nei 200m rana.
- Giochi sudamericani

Belem 2002: oro nei 200m rana.
Medellin 2010: oro nei 200m rana, nei 200m misti e nei 400m misti, argento nei 200m dorso, nella 4x100m sl e nella 4x200m sl.
Santiago 2014: oro nei 200m misti, nei 400m misti e nella 4x200m sl.
- Vincitore della Coppa del Mondo nel 2010

## Televisione

### Concorrente
- Dança dos Famosos 14 - Globo (2017)